# ちゃんと伝える
『ちゃんと伝える』（ちゃんとつたえる）は、2009年（平成21年）8月22日公開の日本映画である。監督は園子温。EXILEのAKIRAの映画初主演作品でもある。

## 概要
稲荷神社の門前町に住み隣接のある都市の地域タウン誌編集部に勤める北史郎（きた しろう、27歳）（AKIRA）はそろそろ彼女（伊藤歩）との結婚を考えている。ある時、史郎の父・北徹二（奥田瑛二）がガンで入院する。在籍していた高校の教師で入部していたサッカー部の顧問でもあった厳格な父と向き合えるチャンスを得た。そして、県境の美しい湖で父が亡くなる前に一緒に釣りをしようと心積もりをしていた。しかし、なんと史郎自身がガンで、余命は父よりも短いと宣告を受けた。史郎はとてつもない衝撃を受ける。

## 登場人物・キャスト
- 北 史郎 ‐ AKIRA
- 中川 陽子（彼女） ‐ 伊藤歩
- 北 徹二（父） ‐ 奥田瑛二
- 北 いずみ（母） ‐ 高橋恵子
- 田村 圭太 ‐ 高岡蒼甫
- 田中先生（国語） ‐ でんでん
- 渡辺先生（主治医） ‐ 吹越満
- 佐藤二朗
- 綾田俊樹
- 諏訪太朗
- 満島ひかり

## スタッフ
- 監督・脚本: 園子温
- シナリオ制作協力:満島惠作、満島美穂
- 音楽：原田智英
- 撮影：上野彰吾
- 照明：鳥越正夫
- 美術：大庭勇人
- 録音：西條博介
- 編集：伊藤潤一
- 助監督：天野修敬、中前勇児、國武俊文、満島真之介
- アクション指導：渡邉昌宏（ジャパンアクションエンタープライズ）
- カースタント：アクティブ21
- 現像：IMAGICA
- ロケ協力：ほの国東三河ロケ応援団、豊橋市、豊川市、蒲郡市、新城市　ほか
- エグゼクティブ・プロデューサー：丸茂日穂
- プロデューサー：梅村安
- 企画プロデュース：富田敏家
- 製作者：宇野康秀、河野広一、亀井哲也、山本泰子、正井宏治
- エグゼクティブ・プロデューサー：丸茂日穂
- プロデューサー：梅村安
- 企画協力：LDH、グランマーブル
- 制作協力：プラスミック・シーエフピー
- 制作プロダクション：ユーズフィルム
- 企画製作：フォーピース
- 配給：ギャガ
- 製作：「ちゃんと伝える」製作委員会（ユーズフィルム、CIRCUS、ネイション、グランマーブル、マイサイド）

## ロケ地
- 豊川稲荷の門前を中心に愛知県東三河地区（豊川市・豊橋市など）にて広くロケが行われた。そのため、狐の置き物など豊川稲荷の門前町の風情が見られる。豊川市から豊橋市まで走って通勤するが、途中に本宮山・豊川（河川）・石巻山・吉田城・吉田大橋・豊橋市電（ほっトラムなど）が撮影されている。それ以外にも豊橋駅その他多数の地でロケされている。